# CCTV风云足球频道
中国中央电视台风云足球频道，又称为中央电视台足球频道，由中国中央电视台体育频道足球编辑组负责制作，是中国最早播出的数字付费频道之一，曾经一度是中国大陆播出的唯一的足球节目专业付费频道。早期竞争对手是ESPN亚洲台，现在的主要竞争对手有内蒙古足球频道和魅力足球频道。

## 简介
风云足球频道2003年开始试播，最初名为“足球频道”。因2004年雅典奥运会的缘故，2004年8月9日，频道以“风云奥运1”的名称正式开播。雅典奥运会结束后，风云奥运1正式改名为“风云足球”。
依托中国中央电视台体育频道的广阔的体育传播平台，风云足球频道一度成为国内节目资源最丰富的专业足球频道。体育赛事频道开播之后，风云足球频道提供的节目开始以重播赛事与节目为主，不过在体育频道与体育赛事频道需要转播其他重点赛事（如有中国选手参加的大赛）时，风云足球频道会转播部分场次的其它比赛，部分场次与CCTV-5+或CCTV-5并机直播。另外，国内外联赛的付费场次一般也由该频道直播。
虽然为数字付费频道，但在转播特定赛事（如欧冠）时，该频道仍会播出赛事官方赞助商提供的贴片广告；与其他频道并机播出时也不会屏蔽中场休息时插播的广告。
2018年初，CCTV风云足球频道改版，正式统一央视体育频道节目中心包装系统，与CCTV-5、5+统一全新包装、节目角标和频道ID，使用“新址台标+SPORTS”为概念宣传徽标。
2020年1月1日4:00，风云足球频道与央视其余12套付费频道的高清版本正式上星播出；标清版本至同年6月29日4:00停播。
2023年11月，该频道的台标变更为常驻在右侧显示。

## 播放比赛
- 中国足球超级联赛
- 中国足协杯
- 欧洲国家联赛
- 德国足球甲级联赛
- 法国足球甲级联赛
- 南美解放者杯